# 29528 Kaplinski
29528 Kaplinski (1998 AN8) là một tiểu hành tinh vành đai chính with an orbital period of 1601.0888116 ngày (4.38 năm). Tiểu hành tinh được phát hiện bởi Lenka Kotková (née Šarounová) ở Đài thiên văn Ondřejov ngày 10 tháng 1 năm 1998.
Nó được đặt theo tên nhà văn Estonia Jaan Kaplinski.